# Kriegsgeschrei
Das Kriegsgeschrei, auch Feldgeschrei, Schlachtruf oder Panier genannt, ist in der Heraldik ein Prachtstück im Wappen.
Panier stammt von mittellateinisch baneria ‚Ort, wo die Fahne aufgestellt wird‘, ‚Feldzeichen‘, aus dem sich auch das deutsche Banner (auch ebenfalls Panier) entwickelt.
Später bildet sich zu französisch banir ‚ankündigen, ausrufen‘ auch ein Ausdruck für eine Devise. Dieses Panier, auch als Kriegsgeschrei oder Feldgeschrei bezeichnet, wurde dann auch als Spruchband auf dem Wappenschild angebracht. Von der Devise (als Wahlspruch oder Parole) im eigentlichen Sinne unterscheidet sich das Panier dadurch, dass es tatsächlich auf einen Schlachtruf zurückgeht. Das Panier wird auch im Unterschied zur Devise im Allgemeinen oberhalb des Wappens angegeben.
Das Kriegsgeschrei als Bestandteil des Wappens war vor allem auf den britischen Inseln und in Frankreich (Cri de guerre) verbreitet.
Beispiele:
- Montmorency: Aide le premier baron chretien! (‚Helft dem ersten Baron der Christenheit!‘)
- Guise: Place à la bannière! (‚Platz dem Banner!‘)

## Galerie

Ein altes französisches Staatswappen mit dem Schlachtruf Montjoie Saint Denis
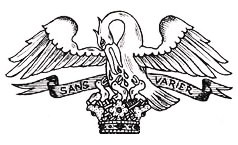
Wappen-Helmzier des Adelswappens der Grafen von Mensdorff-Pouilly mit dem Schlachtruf Sans varier
Ein typisches Studentenwappen mit dem Feldgeschrei Holzminda sei’s Panier!